# Lithophane adipel
Lithophane adipel är en fjärilsart som beskrevs av Benjamin 1936. Lithophane adipel ingår i släktet Lithophane och familjen nattflyn. Inga underarter finns listade i Catalogue of Life.

## Bildgalleri

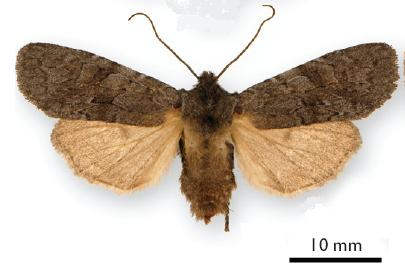